# Funcinpec
Il Funcinpec è un partito politico realista e conservatore della Cambogia. Molto vicino alla monarchia e per molto tempo diretto da membri della famiglia reale.
"Funcinpec" è l'acronimo del francese Front Uni National pour un Cambodge Indépendant, Neutre, Pacifique Et Coopératif (Fronte unito nazionale per una Cambogia indipendente, neutrale, pacifica e cooperativa).

## Storia

### La nascita
Norodom Sihanouk, re e poi capo di Stato della Cambogia complessivamente fra il 1941 e il 1970, fu spodestato il 18 marzo 1970 da un colpo di Stato del generale Lon Nol e pertanto siglò un patto con la guerriglia del Partito Comunista Kampucheano di Pol Pot per combattere il comune nemico. Nel 1975, rovesciato Lon Nol, i comunisti diedero vita alla Kampuchea Democratica e Norodom ed i suoi sostenitori si trovarono progressivamente emarginati. Con l'invasione vietnamita nel 1979, però, vennero a formarsi nuovi movimenti politici perlopiù antivietnamiti e Norodom vide l'occasione per "risorgere".
Nell'ambito della resistenza antivietnamita, il principale movimento non comunista che venne a formarsi fu il Fronte di Liberazione Nazionale del Popolo Khmer di Son Sann, che però aveva simpatie repubblicane; i realisti pertanto fondarono il Movimento per la Liberazione Nazionale della Kampuchea (Moulinaka), primo gruppo a dichiararsi fedele al re.
Nel febbraio 1981, a Parigi, Norodom diede vita al Funcinpec per fornire una resistenza allo stesso tempo realista e anticomunista. Il Moulinaka venne inserito nell'Armata Nazionale Sihanoukista (Armee Nationale Sihanoukiste). Nel 1982 ebbero inizio i contatti con gli altri gruppi della resistenza, Khmer Rossi compresi, che in giugno diedero vita al Governo di Coalizione della Kampuchea Democratica, con Norodom stesso come presidente, Son Sann primo ministro ed il comunista Khieu Samphan vicepresidente e ministro degli Esteri.

### La resistenza antivietnamita
Anche nell'ambito della resistenza non mancavano comunque i disaccordi fra tre forze politiche essenzialmente contrastanti. Già nel 1985, il capo dell'Armee Sihanoukiste, In Tam (ex sostenitore di Lon Nol) fu rimosso dall'incarico e sostituito con Norodom Ranariddh, figlio di Sihanouk.
Il Funcinpec, che godeva del sostegno degli Stati Uniti (mentre la Cina spalleggiava i Khmer Rossi), ottenne sempre maggiore influenza presso la resistenza non comunista a seguito della spaccatura del FLNPK fra il suo leader Son Sann ed il capo militare Sak Sutsakhan nel 1986.
Il coordinamento con i Khmer Rossi non fu sempre esente da scontri e incomprensioni, ma fu tutto sommato efficiente e permise addirittura alle forze della resistenza di pattugliare le zone circostanti Phnom Penh.

### Il trattato di pace e l'attività legale
Con la ritirata dei vietnamiti nel 1989, il Funcinpec accettò di trattare con il neocostituito "Stato di Cambogia" e nel 1991 arrivò alla conclusione di un trattato di pace; nel 1992 Norodom Sihanouk poté tornare in Cambogia con il titolo formale di re. Alle elezioni del 1993, il Funcinpec - portatore delle istanze restauratrici - ottenne la maggioranza dei voti; il suo leader Norodom Ranariddh divenne primo ministro, in un governo con Hun Sen (leader del Partito Popolare Cambogiano, ex comunista e filovietnamita) "secondo primo ministro".
Il Funcinpec, fortemente diviso al suo interno su varie questioni, venne duramente indebolito nel 1997 dal colpo di Stato di Hun Sen, il quale accusò Ranariddh di voler prendere il potere con la forza al fianco dei resti dei Khmer Rossi. Diversi ministri e attivisti del partito vennero arrestati o uccisi e Ranariddh stesso fuggì in Francia. Il Funcinpec rimase nominalmente al potere, in quanto il nuovo primo ministro, Ung Huot, era un membro del partito, ma in realtà fu Hun Sen ad avere il controllo del paese.
Le elezioni del 1998 videro la vittoria del PPC e il Funcinpec passò all'opposizione, pur essendo comunque il secondo partito nell'Assemblea Nazionale. Nel 2003 vide ridurre ulteriormente i propri voti, ma nemmeno il PPC riuscì a formare un governo, e pertanto Hun Sen e Ranariddh raggiunsero un accordo che portò alla nascita di un governo di coalizione fra PPC e Funcinpec, pur guidato da Hun Sen. Alle elezioni per il Senato del 2006, il partito calò nuovamente. Lo stesso anno Ranariddh fu cacciato dal partito e sostituito da Keo Puth Rasmey, genero di Sihanouk, come presidente del Funcinpec.
Le elezioni del 2008 furono un altro colpo mortale al partito realista, che calò al 5%. Hun Sen gli permise di restare in coalizione, ma impose il generale Nek Bhun Chhay come capo del partito; il primo a non appartenere alla famiglia reale.

## Leader del partito
- Norodom Sihanouk (1981-1992)
- Norodom Ranariddh (1992-2006)
- Keo Puth Rasmey (2006-2008)
- Nek Bhun Chhay (2008-oggi)